# Angeschuldigter
Angeschuldigter ist nach deutschem Recht der Beschuldigte im Strafverfahren, gegen den die öffentliche Klage erhoben, das Hauptverfahren aber noch nicht eröffnet ist (§ 157 StPO).
Der Beschuldigte wird im Zwischenverfahren als Angeschuldigter bezeichnet. Das bedeutet, dass die Staatsanwaltschaft einen für Anklage ausreichenden Verdacht bejaht, das Ermittlungsverfahren abgeschlossen hat und Anklage erhoben hat. Das Hauptverfahren ist jedoch noch nicht eröffnet, weil das Gericht noch keinen Eröffnungsbeschluss erlassen hat. Das Gericht hat also noch zu prüfen, ob es von einem hinreichenden Tatverdacht überzeugt ist und auch die sonstigen Voraussetzungen für die Zulässigkeit des Hauptverfahrens gegeben sind.
Ein Verdächtiger wird abhängig vom aktuellen Verfahrensfortgang bezeichnet als Beschuldigter, Angeschuldigter, Angeklagter und erst nach Verurteilung als Täter.